# Milan (album)
Milan je drugi studijski album srpskog pevača Milana Stankovića, izdat 6. septembra 2015. godine za City Records, dok je Milan (Deluxe Edition EP) izdato 30. septembra 2015. od strane izdavačke kuće Toxic Entertainment.

## Spoljašnje veze
- Milan at Discogs